# 叔寿
叔 寿（しゅく じゅ、?- 25年）は、中国の新代から後漢時代初期にかけての武将。豫州潁川郡の人。光武帝（劉秀）配下の将軍。

## 事跡
| 姓名           | 叔寿                            |
| 時代           | 新代 - 後漢時代                 |
| 生没年         | 生年不詳 - 25年（建武1年）      |
| 字・別号       | 〔不詳〕                        |
| 本貫・出身地等 | 豫州潁川郡                      |
| 職官           | 掾史〔劉秀〕→破虜大将軍〔後漢〕 |
| 爵位・号等     | -                               |
| 陣営・所属等   | 光武帝（劉秀）                  |
| 家族・一族     | 〔不詳〕                        |

始めは新の潁川郡掾であった馮異は、更始元年（23年）に劉秀軍に捕まった後、従兄馮孝らの推薦を受けて、劉秀に登用される。その後、馮異は自身が守備していた父城（潁川郡）を開城して、劉秀の主簿に任命され、父城の長である苗萌も従事として登用された。この時叔寿は、銚期・段建（殷建）・左隆と共に馮異から同郷の士として推薦を受け、いずれも劉秀に掾史として登用され、洛陽まで付き従った。
更始2年（24年）、河北の王郎滅亡後に、銚期は虎牙大将軍に任命されており、叔寿もおそらくはこの頃に破虜大将軍に任命されたと見られる。具体的な事跡は不明だが、この昇任を見る限り、銚期同様に、王郎討伐で軍功があったと見られる。
しかし、建武元年（25年）12月、叔寿は曲梁（魏郡）で五校（河北の地方民軍）を討伐したが、この際に戦死した。